# Llanura de Ghriss
La Llanura de Ghriss (en francés: Plaine de Ghriss) es una planicie del país africano de Argelia, situada en la wilaya de Muaskar al noroeste del país.
Ghriss se caracteriza por un clima semiárido que experimentó una grave sequía entre 1994 y 2004, se encuentra a una altitud media de 585 m y es parte de la Cuenca del Macta. Recibe una precipitación anual de 450 mm/a.
Está limitada al norte por las montañas de Beni-Chougrane, al sur por las montañas de Saida, al oeste por las sierras Bouhanifia (Jebel Oucilles), y al este, por la meseta de Tighenn.